# Delma (Uhrenhersteller)
Die Delma Watch Ltd. ist ein Schweizer Uhrenhersteller mit Hauptsitz in Lengnau. Das Unternehmen wurde 1924 gegründet und ist heute einer der wenigen unabhängigen Uhrenhersteller der Schweiz in privater Hand.

## Geschichte
Die Gebrüder Adolf und Albert Gilomen gründeten 1924 in Lengnau die A. & A. Gilomen AG zur Herstellung von Armbanduhren. Sie registrierten die Marken Thuya, Midland, Delma und Gil. Die Marke Delma erschien dabei 1933 erstmals auf Uhren. 1966 wurde die Firma durch Ulrich Wüthrich und Fritz Fankhauser übernommen und der Name des Unternehmens auf Delma Watch Ltd. abgeändert. 1996 stieg Ulrich Wüthrichs Schwiegersohn, Fred Leibundgut, ins Unternehmen ein. Dieser leitet die Delma Watch Ltd. als CEO und Verwaltungsratspräsident. 2001 übernahm Delma Watch Ltd. die Wega Delbana Uhren AG und deren Marke Delbana. Delbana wird als Zweitmarke neben Delma vertrieben.

## Positionierung
Delma machte sich in den 1960er-/1970er-Jahren einen Namen mit Taucheruhren, insbesondere mit der Lancierung der Delma Shell Star, ihrer ersten professionellen Taucheruhr. 2011 wurde die Delma Blue Shark mit einer Wasserdichtigkeit bis zu 3000 Meter lanciert. 2016 wurde die Produktion der Delma Shell Star in neuem Design wiederaufgenommen. 2016 startete Delma eine Partnerschaft mit der IMOCA 60 als offizieller Zeitmesser des Transat New York Vendee, aus welcher die Oceanmaster-Kollektion entstanden ist.
2017 nahm Delma an dem Grand Prix d’Horlogerie de Genève teil. Das Modell Klondike Moonphase wurde dabei als einer von sechs Finalisten in der Kalender-Kategorie selektioniert.